# المعترض الأعلى (حرض)

تعديل مصدري - تعديل

المعترض الأعلى هي إحدى قرى عزلة الشعاب بمديرية حرض التابعة لمحافظة حجة، بلغ تعداد سكانها 310 نسمة حسب تعداد اليمن لعام 2004.